# Docteur Mabuse et le Rayon de la mort
Mission spéciale au deuxième bureau
Pour plus de détails, voir Fiche technique et Distribution.
Docteur Mabuse et le Rayon de la mort (Die Todesstrahlen des Dr. Mabuse) est un film policier franco-germano-italien de science-fiction Eurospy réalisé par Hugo Fregonese et Victor De Santis, sorti en 1964, avec dans les rôles principaux Peter van Eyck, O. E. Hasse et Yvonne Furneaux. 
Le film est le dernier d'une série de films qui a relancé le personnage de l'ère de Weimar, le docteur Mabuse. 
Les décors du film, tourné aux studios Spandau à Berlin, ont été conçus par les directeurs artistiques Ernst H. Albrecht et Wilhelm Vorwerg.    

## Synopsis
L'agent des services secrets britanniques, le major Anders, enquête sur le professeur Larsen qui a inventé un rayon de la mort sur son île. Parmi les parties qui tentent de l'obtenir, il y a le grand criminel le Dr Mabuse. Anders dirige une armée d'hommes-grenouilles pour arrêter Larsen et Mabuse. 

## Fiche technique
- Titre original allemand : Die Todesstrahlen des Dr. Mabuse
- Titre italien : I raggi mortali del dottor Mabuse
- Titre français : Docteur Mabuse et le Rayon de la mort ou Mission spéciale au deuxième bureau
- Réalisation : Hugo Fregonese, Victor De Santis
- Scénario : Ladislas Fodor, Norbert Jacques, Alexander Welbat (de)
- Photographie : Riccardo Pallottini
- Montage : Alfred Srp
- Musique : Carlos Diernhammer, Oskar Sala
- Pays d'origine :  Allemagne de l'Ouest,  France,  Italie
- Langue originale : allemand
- Format : noir et blanc
- Genre : science-fiction
- Durée : 90 minutes
- Dates de sortie :
  - Allemagne de l'Ouest : 1964

## Distribution
- Peter van Eyck : Maj. Bob Anders
- O. E. Hasse : Prof. Larsen
- Yvonne Furneaux : Gilda Larsen
- Rika Dialina : Judy
- Wolfgang Preiss : le fantôme du Dr Mabuse (images d'archive)
- Walter Rilla : Prof. Pohland
- Ernst Schroder : Chefarzt
- Robert Beatty : Col. Matson
- Valéry Inkijinoff : Dr Krishna
- Dieter Eppler : Kaspar
- Claudio Gora : Direktor Botani alias "Dr. Mabuse"
- Gustavo Rojo : Mario Monta
- Massimo Pietrobon : Jason Monta
- Charles Fawcett : Cmdr. Adams
- Leo Genn : Adm. Quency
- Yoko Tani : Mercedes
- Renate Danz : Mercedes (non créditée - voix)
- Erich Fiedler : Direktor Botani (non crédité - voix)
- Heinz Giese : Col. Matson (non crédité - voix)
- Reinhard Kolldehoff : Lotus (non crédité - voix)
- Arnold Marquis : Adm. Quency (non crédité - voix)
- Gerd Martienzen : Mario Monta (non crédité - voix)
- Joachim Nottke : Dr. Mabuse (non crédité - voix)
- Friedrich Schoenfelder : Jason Monta (non crédité - voix)
- Siegfried Schürenberg : Cmdr. Adams (non crédité - voix)
- Fritz Tillmann : Dr. Krishna (non crédité - voix)
- Alexander Welbat : Kaspar (non crédité - voix)

## Libération
Docteur Mabuse et le Rayon de la mort est sorti en Allemagne de l'Ouest le 18 septembre 1964.  